# Chorisoblatta fissa
Chorisoblatta fissa är en kackerlacksart som först beskrevs av Henri Saussure och Leo Zehntner 1895.  Chorisoblatta fissa ingår i släktet Chorisoblatta och familjen småkackerlackor.
Artens utbredningsområde är Madagaskar. Inga underarter finns listade i Catalogue of Life.